# CLEditor
CLEditor — простой и свободный WYSIWYG-редактор на jQuery
CLEditor — это бесплатный плагин для jQuery с открытым кодом. Плагин был разработан Крисом Ландовски (Chris Landowski) и распространяется под лицензионным соглашением MIT и GPL. Преимуществом этого редактора является малый вес (около 8кб), полная функциональность и кроссбраузерность. Есть также возможность расширять функциональность редактора дополнительными библиотеками. Этот редактор может быть легко добавлен на любой сайт.
В дополнение стандартным функциям форматирования, которые бывают и в других WYSIWYG-редакторах, CLEditor обладает также богатым drag’n’drop функционалом с сохранением шрифтов, стиля и цвета. В CLEditor есть возможность добавления изображений, гиперссылок, и горизонтальной линии.
Свойства:
- Легкий и очень простой в установке
- Возможность указания размеров поля, а также шрифта, цвета текста, его стиля и так далее
- Возможно редактирования внешнего вида панели
- Поддержка методов взаимодействия посредством javascript: focus(), htmlMode(), resize(), select(), selectedText(), updateFrame(), updateTextArea().

Подробнее см. Getting Started (недоступная ссылка)
Совместим с большинством современных браузеров:
- Opera 9.50+
- Safari 3.0+
- Firefox 1.5+
- Internet Explorer 5.5+
- Google Chrome